# Saucedilla
Saucedilla é um município da Espanha na comarca de Campo Arañuelo, província de Cáceres, comunidade autónoma da Estremadura. Tem 60,4 km² de área e em 2021 tinha 869 habitantes (densidade: 14,4 hab./km²). Faz parte da Mancomunidade de Campo Arañuelo.

## Localização e história
A vila situa-se a 197 km de Madrid, 103 km de Cáceres, 47 km de Plasencia e 19 km de Navalmoral de la Mata. O município localiza-se numa grande planície de terras arenosas e argilosos do Terciário. A norte encontra-se serra de Gredos e o rio Tiétar, a sul o rio Tejo e as serras de Las Villuercas, e a oeste a serra de Serrejón e o Parque Nacional de Monfragüe.
Saucedilla foi fundada em meados do século XIV por colonos — pastores e agricultores — vindos da vizinha aldeia de Collado de la Vera (no sopé da serra de Gredos), que pertencia ao bairro rural (sexmería em espanhol) da cidade de Plasencia.

## Demografia
| Variação demográfica do município entre 1991 e 2004 | Variação demográfica do município entre 1991 e 2004 | Variação demográfica do município entre 1991 e 2004 | Variação demográfica do município entre 1991 e 2004 |
| --------------------------------------------------- | --------------------------------------------------- | --------------------------------------------------- | --------------------------------------------------- |
| 1991                                                | 1996                                                | 2001                                                | 2004                                                |
| 569                                                 | 617                                                 | 577                                                 | 702                                                 |